# Atlizacuapan
Atlizacuapan är en ort i Mexiko.   Den ligger i kommunen Tezonapa och delstaten Veracruz, i den sydöstra delen av landet, 270 km öster om huvudstaden Mexico City. Atlizacuapan ligger 116 meter över havet och antalet invånare är 537.
Terrängen runt Atlizacuapan är varierad. Runt Atlizacuapan är det ganska tätbefolkat, med 56 invånare per kvadratkilometer. Närmaste större samhälle är Cosolapa, 17,2 km nordost om Atlizacuapan. I omgivningarna runt Atlizacuapan växer huvudsakligen savannskog.